# Foreste miste dell'altopiano del Loess della Cina centrale
Le foreste miste dell'altopiano del Loess della Cina centrale sono un'ecoregione dell'ecozona paleartica, definita dal WWF (codice ecoregione: PA0411), situata interamente in Cina.

## Territorio
Questo altopiano si creò due milioni di anni fa in seguito alla deposizione di polveri soffiate dal vento e di tilliti glaciali, chiamate loess, lasciate dai ghiacciai in ritirata. Il loess fornisce un buon terreno agricolo, ma è altamente soggetto all'erosione da parte del vento e dell'acqua. I forti venti e la mancanza di vegetazione contribuiscono alle note tempeste di polvere per cui la Cina settentrionale è divenuta famosa. Al loess si deve inoltre il caratteristico colore del fiume Giallo e del mar Giallo. Poiché i terreni ricoperti dal «loess», a grana molto fine, sono facilmente erodibili, gran parte di questo paesaggio è costituito da colline gialle profondamente solcate.

## Flora
La vegetazione del settore settentrionale dell'altopiano del Loess è costituita da alberi di latifoglie ed è dominata dalle querce. Alberi di betulla, acero, pioppo tremulo, salice e tiglio si possono trovare nelle zone più elevate, mentre ad altitudini inferiori si trovano olmi e frassini. Una vegetazione di tipo steppico si fa sempre più predominante man mano che ci spostiamo verso nord-ovest. Sull'altopiano del Loess, tuttavia, rimangono solamente poche aree ricoperte dalla vegetazione originaria, in quanto essa è stata rimpiazzata da terreni agricoli già da secoli. Numerosi alberi sono stati piantati nella zona per aiutare a rendere più stabile il suolo e a ridurre l'erosione, ma più per scopi agricoli che per ripristinare le foreste naturali. Entro i confini di questa ecoregione vi sono alcune aree protette, specialmente nelle colline meno adatte all'agricoltura, ma sfortunatamente queste non comprendono superfici ricoperte da loess.

## Fauna
All'estremità più meridionale di questa ecoregione, in prossimità del Fiume Giallo, nel sud della provincia dello Shanxi, si trova la riserva naturale di Li Shan. In questa riserva vi sono foreste temperate calde che forniscono un habitat adatto ad alcune rare specie di animali, come il macaco reso (Macaca mulatta), il mosco (Moschus berezovskii), la salamandra gigante (Andrias davidianus) e il fagiano koklass (Pucrasia macrolopha). Sui monti Lüliang, nella parte centrale della stessa provincia, vi è la riserva naturale di Pangquan Gou, un importante terreno di nidificazione per il fagiano orecchiuto bruno (Crossoptilon mantchuricum) ed un luogo di sosta per gli uccelli migratori, come le allodole (Alaudidae) provenienti dalla Cina settentrionale. La riserva ospita anche altre specie protette, come la cicogna nera (Ciconia nigra), l'anatra mandarina (Aix galericulata) e l'aquila reale (Aquila chrysaetos). Anche un'altra riserva naturale situata su queste montagne, quella di Luya Shan, fornisce un importante habitat per il fagiano orecchiuto bruno.

## Conservazione

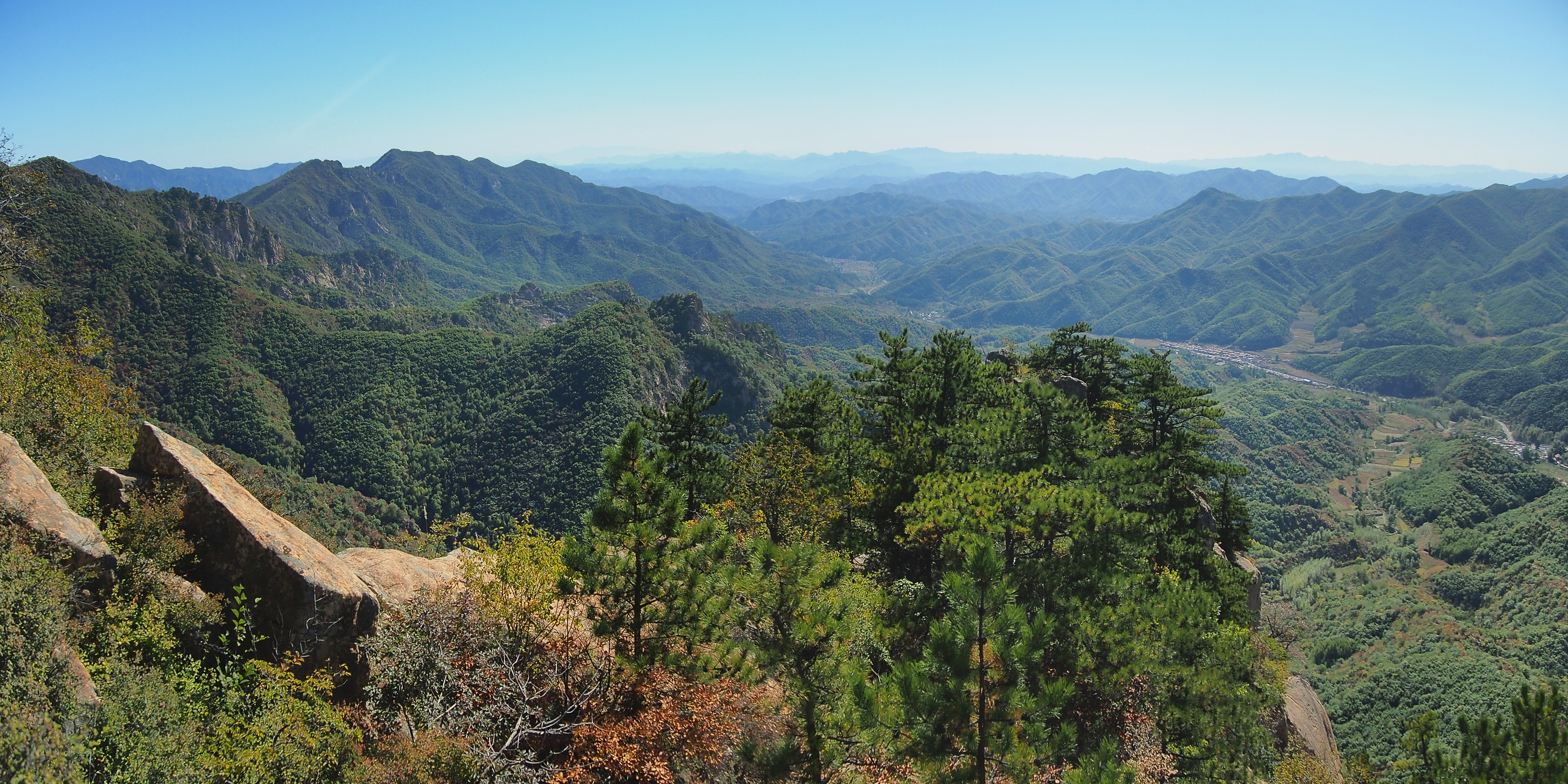
Panorama forestale nella Cina centrale

Le foreste che originariamente ricoprivano la regione sono state quasi completamente distrutte nel corso degli ultimi mille anni, ma il tasso di deforestazione è stato piuttosto intenso soprattutto intorno alla metà del XX secolo. Questa graduale conversione in terreni agricoli ha notevolmente contribuito ai recenti fenomeni di erosione.